# Троян Микола Петрович
Троян Микола Петрович (16 жовтня 1942 — 18 травня 2017) — український історик, дослідник історії індустріалізації України, стаханівського руху, голодомору (1932—1933) в Україні, актуальних проблем регіональної історії, кандидат історичних наук (1988), доцент (1991),
Відмінник освіти України (2000).

## Життєпис
Троян Микола Петрович народився 16 жовтня 1942 р. у селищі Комунар міста Макіївки Донецької області України. Після закінчення Великоанадольського лісового технікуму працював бухгалтером на сільськогосподарських підприємствах Донецької області. У 1964—1968 рр. навчався на історичному факультеті Донецького державного університету. Під час навчання був ленінським стипендіатом.
У 1968—1973 рр. працював відповідальним секретарем Донецької міської організації товариства охорони пам'яток історії та культури. З 1973 р. його життя було пов'язано з Донецьким державним, згодом — національним університетом. У 1973 році закінчив аспірантуру ДонДУ, у 1988 р. у спецраці Дніпропетровського державного університету захистив кандидатську дисертацію «Зростання культурно-технічного рівня робітників Донбасу на завершальному етапі соціалістичної індустріалізації (1933—1937 рр.)» (науковий керівник — д.і.н., проф. З. Г. Лихолобова). Автор понад 50 наукових праць. Помер 18 травня 2017 року.

## Науковий доробок
М. П. Троян був одним з перших, хто написав про голодомор в Донбасі. Ця тема знайшла відображення в декількох публікаціях історика. Для початку 1990 рр. це було справжнє наукове відкриття. Миколу Трояна цікавила також історія стаханівського руху. Його точка зору, що полягала в об'єктивному ставленні до цього радянського явища, у наш час є практично загальноприйнятою, але у 1980 рр. кардинально відрізнялася від офіційної радянської історіографії.
Він також підготував до друку спогади знаменитої на весь Радянський Союз трактористки Паші Ангеліної. Микола Троян є автором низки цікавих публікацій про історію профспілкового руху Донецького національного університету. Це не просто перерахування сухих фактів про кількість виданих путівок та премій, а жива історія університету, наповнена спогадами людей, що внесли помітний вклад у розвиток навчального закладу.

## Нагороди
- Нагрудний знак ЦК Профспілки працівників освіти і науки України «Заслужений працівник Профспілки працівників освіти і науки України» (2007)
- Відмінник освіти України (2000)